# Rybno-Slobodsky (distrito)
Rybno-Slobodsky (em russo:  Рыбно-Слободский райо́н; em tártaro:  Балык Бистәсе районы) é um distrito do Tartaristão, uma das repúblicas da Rússia.